# Koentjaraningrat
Koentjaraningrat (ur. 15 czerwca 1923 w Yogyakarcie, zm. 23 marca 1999 w Dżakarcie) – indonezyjski antropolog, założyciel indonezyjskiej antropologii.

## Życiorys
Kształcił się w zakresie języka i literatury indonezyjskiej na Universitas Gadjah Mada i Uniwersytecie Indonezyjskim. W 1954 roku otrzymał stypendium w ramach Programu Fulbrighta, dzięki czemu mógł podjąć studia antropologiczne na Uniwersytecie Yale. W 1956 roku uzyskał magisterium, a w następnym roku jego praca A Preliminary Description of the Javanese Kinship System została opublikowana w ramach Southeast Asia Studies Program.
Po powrocie z Uniwersytetu Yale kontynuował edukację na Uniwersytecie Indonezyjskim (UI). W 1958 roku doktoryzował się pod kierunkiem Elizabeth Allard na podstawie rozprawy Beberapa Metode Anthropologi dalam Penjelidikan² Masjarakat dan Kebudajaan di Indonesia i zaczął wykładać na UI. W 1962 roku objął tamże stanowisko profesora.
Do jego istotnych publikacji należą: Pengantar Antropologi (1959), Tokoh-Tokoh Antropologi (1964), Beberapa Pokok Antropologi Sosial (1967), Atlas Etnografi Sedunia (1969), Metodologi Penelitian Masyarakat (1973), Bunga Rampai Kebudayaan, Mentalitet dan Pembangunan (1974). Jego książka Kebudayaan Jawa (1984) została wydana zarówno w języku indonezyjskim, jak i angielskim.